# 張璠 (成化進士)
張璠（1442年—？年），字廷用，四川叙州府南谿縣人，明朝政治人物，治《詩經》。

## 生平
四川鄉試第十八名舉人。成化十七年（1481年）中式辛丑科三甲第九十二名進士。

## 家族
曾祖張什原，同知；祖父張文宿；父張鑒，母何氏；繼母尹氏。